# استفان چاپسکی
استفان چاپسکی (انگلیسی: Stefan Czapsky؛ زادهٔ ۱۵ دسامبر ۱۹۵۰) یک فیلم‌بردار آلمانی‌الاصل، اهلِ ایالات متحده آمریکا است. وی از سال ۱۹۸۶ میلادی تاکنون مشغول فعالیت بوده‌است. او در سال ۱۹۹۴ میلادی، برای فیلم‌برداری فیلم اد وود، برندهٔ جایزه حلقه منتقدان فیلم نیویورک برای بهترین فیلمبرداری گردید.

## گزیدهٔ آثار
- سایه‌های آبی (۲۰۱۶)
- مَکس (۲۰۱۵)
- امن (۲۰۱۲)
- راهب ضد گلوله (۲۰۰۳)
- متیلدا (۱۹۹۶)
- اد وود (۱۹۹۴)
- بازگشت بتمن (۱۹۹۲)
- ادوارد دست‌قیچی (۱۹۹۰)
- خط آبی باریک (۱۹۸۸)